# تای وود
تایسون وود (انگلیسی: Tyson Wood؛ زادهٔ ۲ دسامبر ۱۹۹۵) یک بازیگر کانادایی است. او برای بازی در نقش کنی لیو در سریال ترسناک اپیکس از جانب شهرت دارد.